# Župnija Veržej
Župnija Veržej je rimskokatoliška teritorialna župnija dekanije Ljutomer škofije Murska Sobota.

## Sakralni objekti
- Cerkev sv. Mihaela nadangela, Veržej (župnijska cerkev)

## Zgodovina
Župnija je bila ustanovljena leta 1881.
Do 7. aprila 2006, ko je bila ustanovljena škofija Murska Sobota, je bila župnija del Pomurskega naddekanata, ki je bila del škofije Maribor.
Župnijo upravljajo salezijanci.